# Erik H. Erikson
Erik Homburger Erikson, född 15 juni 1902 i Frankfurt am Main, död 12 maj 1994, var en tysk-amerikansk psykoanalytiker. 
Erikson var och är ett av de ledande namnen inom psykoanalytiskt orienterad utvecklingspsykologi. Han var även professor på Harvard fram till pensioneringen 1970.

## Eriksons psykosociala utvecklingsteori
Eriksons psykosociala utvecklingsteori går ut på att individen utvecklas genom 8 olika faser, där varje fas kan kopplas till ett specifikt åldersspann och där varje fas för med sig en särskild utmaning som individen behöver hantera. 
 Sättet på vilket man hanterar dessa konflikter, blir avgörande för individens fortsatta psykosociala utveckling. Trots att Eriksons teorier fortfarande används och lärs ut, har de inte kunnat föras i bevis. Till skillnad från andra kända utvecklingspsykologiska fasteorier, som Sigmund Freuds psykosexuella utvecklingsteori och Jean Piagets kognitiva utvecklingsteori, tar Eriksons åtta faser inte slut vid vuxen ålder utan sträcker sig över hela livsloppet. 

### Faser
Erikson ansåg att personlighetsutvecklingen följer ett bestämt mönster, där varje fas är kopplad till ett ålderspann. Med varje fas följer en särskild utmaning[2].
| Fas                | 1                  | 2                 | 3                 | 4                          | 5                          | 6                  | 7                          | 8                            |
| Ålder, ca          | 0-18 mån           | 18 mån-3 år       | 3-6 år            | 6-12 år                    | 12-20 år                   | 20-40 år           | 40-60 år                   | 60 år +                      |
| ------------------ | ------------------ | ----------------- | ----------------- | -------------------------- | -------------------------- | ------------------ | -------------------------- | ---------------------------- |
| Vuxenålder, sen    |                    |                   |                   |                            |                            |                    |                            | Ego-integration / Förtvivlan |
| Vuxenålder, mellan |                    |                   |                   |                            |                            |                    | Produktivitet / Stagnation |                              |
| Vuxenålder, ung    |                    |                   |                   |                            |                            | Närhet / Isolering |                            |                              |
| Ungdom             |                    |                   |                   |                            | Identitet / Rollförvirring |                    |                            |                              |
| Skolålder          |                    |                   |                   | Aktivitet / Underlägsenhet |                            |                    |                            |                              |
| Barndom, mellan    |                    |                   | Initiativ / Skuld |                            |                            |                    |                            |                              |
| Barndom, tidig     |                    | Autonomi / Tvivel |                   |                            |                            |                    |                            |                              |
| Spädbarnsålder     | Tillit / Avvisande |                   |                   |                            |                            |                    |                            |                              |

I ett tillägg till boken "Den fullbordade livscykeln" lade Erikson med hjälp av sin hustru Joan Erikson till en nionde fas (mellan vuxenåldern och ålderdomen, som baseras på Lars Tornstams teori om gerotranscendens.
Det man som individ behöver tillägna sig/inlemma i sin identitet är i de olika faserna enligt Erik Homburger Eriksson
1. hopp (hope)
2. viljestyrka (will)
3. meningsfullhet (purpose)
4. kunskap, skicklighet (competence)
5. trofasthet (fidelity)
6. kärlek i nära relationer, familj och arbete (love in intimate relationships, work and family))
7. omhändertagande (caring)
8. vishet (wisdom)

### Kritik av Eriksons psykosociala utvecklingsteori
En styrka i Eriksons psykosociala utvecklingsteori är att teorin, till skillnad från ett antal andra teorier, utgår från att personlighetsutveckling pågår under hela livet. En svaghet i teorin utgörs av uppfattningen att personlighetsutvecklingen följer ett bestämt trappstegsmönster, där varje fas bidrar med ett visst vägval och en viss styrka.

## Eftermäle
Asteroiden 11521 Erikson är uppkallad efter honom.

### På svenska
- Erikson, Erik H. (1954). Barnet och samhället. Stockholm: Natur och kultur. Libris 1494116
  - Erikson, Erik H. (1965). Barnet och samhället (2., omarb. uppl.). Stockholm: Natur o. kultur. Libris 2189447
  - Erikson, Erik H.; Rössel, James (1993). Barnet och samhället. Psykologins pionjärer, 99-1646503-7 (3. utg.). Stockholm: Natur och kultur. Libris 7229152. ISBN 9127037096
- Erikson, Erik H. (1966). Kulturkris och religion: analys av den unge Luthers personlighetsutveckling. Pastoralpsykologiska handböcker, 0553-3805 ; 7. Stockholm: Diakonistyr. Libris 8212077
- Erikson, Erik H.; Harding, Gösta; Wiking, Philippa (1969). Ungdomens identitetskriser. Stockholm: Natur och kultur. Libris 1210918
- Erikson, Erik H.; Harding, Gösta; Wiking, Philippa (1970). Insikt och ansvar: om de etiska konsekvenserna av psykoanalytisk insikt. Stockholm: Natur och kultur. Libris 481120
- Erikson, Erik H.; Edgardh, Margareta; Wrangsjö, Björn (1985). Den fullbordade livscykeln. Stockholm: Natur och kultur. Libris 7228335. ISBN 9127013510
  - Erikson, Erik H.; Wentz-Edgardh, Margareta; Wrangsjö, Björn (1995). Den fullbordade livscykeln. Psykologins pionjärer, 99-1646503-7 (2. utg.). Stockholm: Natur och kultur. Libris 8348329. ISBN 912705621X
  - Erikson, Erik H.; Wentz-Edgardh, Margareta (2000). Den fullbordade livscykeln. Psykologins pionjärer, 99-1646503-7 (3. utg.). Stockholm: Natur och kultur. Libris 7230402. ISBN 9127080951

## Om Erikson och hans teorier

### Böcker
- Coles, Robert (1970). Erik H. Erikson: the Growth of His Work
- Roazen, Paul (1976). Erik H. Erikson: The Power and Limits of a Vision. N.Y., The Free Press
- Friedman, Lawrence J. (1999). Identity's Architect: A Biography of Erik H. Erikson
- Welchman, Kit (2000). Erik Erikson, His Life, Work, and Significance
- The Erik Erikson Reader. Robert Coles (editor). 2001
- Hoare, Carol Hren (2002). Erikson on Development in Adulthood: New Insights from the Unpublished Papers

### Dokumentärfilm
- "Everybody Rides the Carousel" (documentary film) (Hubley, 1976) [11]